# Klinički pregled
Fizički pregled, medicinski pregled, ili klinički pregled (koji se češće naziva jednostavno pregled), je proces kojim lekar pregleda telo pacijenta za sve moguće znakove ili simptome medicinskog stanja. Obično se sastoji od niza pitanja u vezi sa medicinskom istorijom pacijenta, nakon čega sledi ispitivanje simptoma. Zajedno, istorija bolesti i fizički pregled pomažu u određivanju ispravne dijagnoze i osmišljavanju plana lečenja. Ovi podaci postaju deo medicinskog dosijea.
Jedna metastudija Kokranove kolaboracije pokazala je da rutinski godišnji fizički pregledi nisu značajno smanjili rizik od bolesti ili smrti, i obratno, mogli bi dovesti do preterane dijagnoze i prekomernog lečenja. Međutim, u tom članku se ne zaključuje da nije važno imati redovnu komunikaciju sa doktorom, već somo da rutinski fizički pregledi možda nisu neophodni.

## Tipovi

### Rutinski fizički pregledi
Rutinski fizički pregledi su fizički pregledi koji se izvode na asimptomatskim pacijentima u svrhu medicinskog skrininga. Njih obično vrše pedijatri, lekari opšte prakse, lekarski asistenti, ovlašćene medicinske sestre ili drugi lekari primarne zdravstvene zaštite. Ovaj rutinski fizički pregled obično obuhvata HEENT evaluaciju. Stručnjaci za medicinsku negu, kao što su registrovane i licencirane medicinske sestre, razvijaju osnovu procene kako bi se razdvojili normalni od abnormalnih nalaza. Oni se prijavljuju primarnom pružaocu zdravstvene zaštite.

#### Istorija
Koreni periodičnih lekarskih pregleda nisu sasvim jasni. Smatra se da su bili zagovarani još od 1920-ih. Neki autori ukazuju na molbe iz 19. i početka 20. veka za rano otkrivanje bolesti poput tuberkuloze i periodične školske zdravstvene preglede. Pojava medicinskog osiguranja i srodnih komercijalnih uticaja promovisala je preglede, mada je ova praksa bila predmet kontroverzi u doba medicine zasnovane na dokazima. Nekoliko studija je sprovedeno pre nego što su formulisane trenutne preporuke za skrining zasnovane na evidenciji, čime je primenljivost ovih studija ograničena na današnju praksu.

### Sveobuhvatni fizički pregledi
Sveobuhvatni fizički pregledi, takođe poznati kao izvršni fizički pregledi, obično obuhvataju laboratorijske testove, rendgenske snimke grudnog koša, test funkcionisanja pluća, audiograme, CAT skeniranje celog tela, EKG, testove srčanog stresa, testove vaskularne starosti, analizu urina i mamografiju ili preglede prostate u zavisnosti od roda pacijenta.

### Pregledi pre zapošljavanja
Ispitivanja pre zaposljavanja su trijažni testovi kojima se procenjuje podobnost zapošljavanja radnika na bazi rezultata njihovog fizičkog pregleda. To se naziva i medicinskim odobrenjem pre zapošljavanja. Mnogi poslodavci smatraju da će putem zaposljavanja somo radnike čiji rezultati fizičkog pregleda zadovoljavaju određene kriterijea, njihovi zaposleni kolektivno imati manje izostanaka zbog bolesti, manje povreda na radnom mestu i manje okupacionih bolesti.
Mala količina dokaza niskog kvaliteta proizašla iz medicinskih istraživanja podržava ideju da fizički pregledi pre zapošljavanja zapravo mogu da smanje izostanke, povrede na radnom mestu i okupacione bolesti. Poslodavci ne bi trebalo rutinski da zahtevaju od radnika da rendgenski prate stanje donjeg dela leđa kao uslov za dobijanje posla. Razlozi iz kojih se to ne treba činiti obuhvataju nemogućnost takvog testiranja da predvidi buduće probleme, izlaganje radnika radijaciji i trošak testova.

### Pregledi osiguranja
To su fizičke pregledi koji se obavljaju kao uslov kupovine zdravstvenog osiguranja ili životnog osiguranja.

## Upotrebe

### Dijagnoza
Fizički pregledi se obavljaju u većini zdravstvenih susreta. Na primer, fizički pregled se vrši kada pacijent izrazi pritužbe na simptome slične gripu. Ovi dijagnostički pregledi obično imaju fokus na glavnoj pritužbi pacijenta.

### Trijaža
Opšti zdravstveni pregledi, uključujući fizičke preglede koji se obavljaju kada pacijent nije prijavio zdravstvene probleme, često uključuju medicinske preglede za uobičajena stanja, kao što je visok krvni pritisak. Kokranov pregled je utvrdio da opšti zdravstveni pregledi nisu smanjili rizik od smrti od raka, srčanih oboljenja ili bilo kojeg drugog uzroka, i da se ne može dokazati da utiču na verovatnoću da će pacijentu biti neophodno bolničko lečenje, postati invalid, biti odsutan s posla ili da će biti neophodne dodatne posete lekaru. Studija nije pronašla nikakav efekat na rizik od bolesti, ali je pronašla dokaze koji ukazuju na to da su pacijenti koji su podvrgnuti rutinskim fizičkim pregledima bili dijagnozirani da boluju od hipertenzije i drugih hroničnih bolesti u većoj stopi od onih koji nisu pregledani. Autori studije su napomenuli da studije često nisu razmatrale, niti izveštavale, o mogućim štetnim ishodima (kao što su neopravdana anksioznost ili nepotrebne procedure praćenja), te su zaključili da je „malo verovatno da su korisni” rutinski zdravstveni pregledi u smislu smanjenja onkološkog i kardiovaskularnog morbiditeta i mortaliteta.

## Literatura
- Alexander GC, Casalino LP, Meltzer DO (август 2003). „Patient-physician communication about out-of-pocket costs”. JAMA. 290 (7): 953—8. PMID 12928475. doi:10.1001/jama.290.7.953 .
- Alexander GC, Casalino LP, Tseng CW, McFadden D, Meltzer DO (август 2004). „Barriers to patient-physician communication about out-of-pocket costs”. J Gen Intern Med. 19 (8): 856—60. PMC 1492500 . PMID 15242471. doi:10.1111/j.1525-1497.2004.30249.x.
- Alexander GC, Casalino LP, Meltzer DO (март 2005). „Physician strategies to reduce patients' out-of-pocket prescription costs”. Arch. Intern. Med. 165 (6): 633—6. PMID 15795338. doi:10.1001/archinte.165.6.633 .
- Alexander GC, Lantos JD (2006). „The doctor-patient relationship in the post-managed care era”. Am J Bioeth. 6 (1): 29—32. PMID 16423784. S2CID 8019757. doi:10.1080/15265160500394556.
- Pham HH, Alexander GC, O'Malley AS (април 2007). „Physician consideration of patients' out-of-pocket costs in making common clinical decisions”. Arch. Intern. Med. 167 (7): 663—8. PMID 17420424. doi:10.1001/archinte.167.7.663 .
- Goold, Susan Dorr; Lipkin, Mack (1999-01-01). „The Doctor–Patient Relationship”. Journal of General Internal Medicine. 14 (Suppl 1): S26—S33. ISSN 0884-8734. PMC 1496871 . PMID 9933492. doi:10.1046/j.1525-1497.1999.00267.x.
- „Deconstructing the Placebo Effect and Finding the Meaning Response”, Health Psychology, Routledge, стр. 356—362, 2016-12-05, ISBN 978-1-315-66403-3, doi:10.4324/9781315664033-38, Приступљено 2021-04-14
- Curran, James (1. 11. 2007). „The Doctor, his Patient and the Illness”. BMJ (на језику: енглески). 335 (7626): 941.2—941. ISSN 0959-8138. PMC 2048858 . doi:10.1136/bmj.39384.467928.94.
- „Balint in a nutshell” (PDF). International Balint Federation. фебруар 2007. Архивирано из оригинала (PDF) 4. 3. 2016. г. Приступљено 6. 12. 2015.
- „About Sir William Osler, his inspirational words, and the Osler Symposia for physicians”. www.oslersymposia.org. Архивирано из оригинала 27. 10. 2017. г. Приступљено 19. 10. 2016.
- „The William Osler Papers: "Father of Modern Medicine": The Johns Hopkins School of Medicine, 1889-1905”. profiles.nlm.nih.gov. Приступљено 19. 10. 2016.
- Kelley JM, Kraft-Todd G, Schapira L, Kossowsky J, Riess H (2014). „The influence of the patient-clinician relationship on healthcare outcomes: a systematic review and meta-analysis of randomized controlled trials”. PLOS ONE. 9 (4): e94207. Bibcode:2014PLoSO...994207K. PMC 3981763 . PMID 24718585. doi:10.1371/journal.pone.0094207 .
- „What to expect from your doctor: a guide for patients”. General Medical Council. Приступљено 9. 8. 2014.
- „Press release: GMC publishes first guide for patients on what to expect from their doctor”. General Medical Council. 22. 4. 2013. Архивирано из оригинала 12. 6. 2013. г. Приступљено 9. 8. 2014.

## Spoljašnje veze
|  | Molimo Vas, obratite pažnju na važno upozorenje u vezi sa temama iz oblasti medicine (zdravlja). |